# 全富島
全富島（ぜんふとう、中国語: 全富岛、拼音:Quánfùdǎo、ベトナム語：Đảo Ốc Hoa / 島𧎜花）は、西沙諸島（パラセル諸島）南西部のクレスセント諸島（英語: Crescent Group、中国語: 永楽環礁）の
北部に位置する砂州のひとつ。珊瑚島から4.5海里離れている。
サンゴ礁上にあり、牛軛のような形をしている。面積は0.02平方キロ。島に海産物が豊富に発見されたため、中国語で“全富”（全ての豊富な物）という島名が付いた。
全富島は中華人民共和国に実効支配され、海南省三沙市に属する。中華民国（台湾）とベトナムも全富島の主権を主張している。
2019年5月に中華人民共和国の観光クルーズ船とされる船が立ち寄り、中国語の観光用石碑の存在が確認されている。